# 近鉄1460系電車
近鉄1460系電車（きんてつ1460けいでんしゃ）は、1957年に登場した近畿日本鉄道の大阪線用通勤形電車である。1954年に改造された試作高性能車モ1450形での試験結果に基づき、大阪線初の新製高性能車として量産された。
なお、解説の便宜上、賢島側先頭車の車両番号+F（Formation=編成の略）を編成名として記述（例：モ1462以下2両編成=1462F）する。

## 概要
第二次世界大戦中に休止していた西信貴鋼索線（西信貴ケーブル）が1957年に営業再開するのに合わせ、上本町駅 - 信貴線信貴山口駅間直通準急・普通用として同年3月に登場した大阪線初の新製量産型高性能車である。
上本町寄りからモ1460形奇数(cM)-モ1460形偶数(Mc)の2両編成で、1462F・1464F・1466Fの3編成6両がMM'ユニット方式で製造された。

## 構造

### 車体構造
車体は全金属であり、両開き3扉、サッシュレス下降窓を採用した。屋根肩のRが大きく幕板に相当する部分が殆ど無い断面形状が特徴である。この片側両開き3扉のスタイルは後に名古屋線の旧車機器流用車6441系と旧モ1421形に採用されたが、南大阪線用の6800系「ラビットカー」で採用された片側4扉が1470系をはじめとするこの後の系列に採用されたため、完全新造車では1988年登場の5200系まで3扉車は製造されることはなかった。
前照灯は一灯形で登場。後にシールドビーム二灯形に改められたが、廃車になるまで外観は一灯形のスタイルのままであった。
車内の化粧板には茶色系統のアルミデコラを採用し、軽量化や不燃化が図られた。座席の表地にはビニルクロスが採用された。

### 塗装
本形式はベージュに100mm幅青帯の塗装を初めて採用し、その後の広軌線高性能一般車の標準塗装となった。この車両色は、当時近鉄の車両部に在職していた近藤恒夫が考案したものである。
落成当時は塗装が異なっていたモ1450形も一時期はこの塗装に塗り替えられ、高性能車ではない6441系もこの塗装で落成した。なお、これら広軌線一般車には「ラビットカー」に取り付けられていた「ラビットマーク」 のようなマークは取り付けられていなかった。

### 主要機器・性能
性能は全電動車方式による高加減速性能を重視し、起動加速度はそれまでの車両より高めの3.5km/h/s、減速度は4.0km/h/sである。
足回りは1954年に試作車として改造されたモ1450形を基本としており、主電動機は三菱電機製MB-3028-A2、75kW×4個）を装備し、制御装置は1C4M制御の三菱電機製単位スイッチ式ABFM-108-15MDH（主制御器はMU-13-293、停止・抑速用電気制動付）を搭載した。駆動方式はWNドライブである。
台車は近畿車輛製KD-22を採用し、ブレーキ（制動）方式は電磁直通ブレーキHSC-D型である。空気圧縮機は三菱製D-3-FR、補助電源装置は三菱電機製MG-57-S （交流出力、近鉄初の60Hz機）でありどちらも偶数車に装備された。
集電装置は三菱電機製S-524-ACであり奇数車の非運転台寄りに設置されている。通風装置は三菱電機製ファンデリアが搭載された。

## 改造

### 連結器交換
当初は単独運用であったが、1960年に他系列との併結運用を可能とするために連結器が密着連結器に交換された。

### 運転台の全室化
1972年には運転室が半室式から全室式に改造され、客室ではファンデリアを撤去して扇風機が設置された。

### 赤色塗装への変更
1965年頃から塗装工程簡略化のためにあかね色一色となった。1986年には1編成のみ近鉄マルーンレッドとシルキーホワイトの塗装となった。

## 運用・廃車
当初は朝ラッシュ時の上本町駅 - 名張駅・伊賀神戸駅間の通勤急行などに充当されることもあったが、その後は各駅停車や準急などの大阪線内での区間運用車や信貴線で運用された。上本町 - 信貴山口間の直通列車は1967年12月20日に廃止されている。
3扉車であるため、1975年に車種統一のためモ1450形とともに名古屋線に転属し、名古屋線や山田線の普通列車に使用された。晩年は主に志摩線および山田線・鳥羽線から志摩線に直通する普通列車に使用されていた。1987年6月30日付で老朽化を理由として1464F・1466Fが、次いで1988年1月に1462Fが廃車となり形式消滅した。